# De Punt (Osdorp)
Osdorp De Punt is een buurt in de wijk Osdorp in Amsterdam, in het stadsdeel Nieuw-West.  De buurt wordt begrensd door de Osdorperweg, de (verlengde) Ookmeerweg en het Hogeboomspad. 
In Osdorp De Punt ligt het Dijkgraafplein, aan het westelijke einde van de straat Tussen Meer. Op het plein ligt sinds 1962 een tramhalte, eindpunt van lijn 17. Deze tramhalte functioneerde als standplaats voor trams voor de tuinstad Osdorp, nog voordat stedelijke bebouwing in De Punt werd gerealiseerd. 
Door de buurt loopt het westelijk deel van de Osdorper Ban. Tussen het plein en de Osdorper Ban loopt de Ingelandenweg.  
Osdorp de Punt is aangemerkt als een kwetsbare wijk
Osdorp de Punt is sinds 2024 door het Nationaal Programma Samen Nieuw-West aangemerkt als een van de 11 focusgebieden. Het Nationaal Programma Samen Nieuw-West tracht in 2025 een wijkalliantie te realiseren. 66% van de bevolkingssamenstelling in Osdorp de Punt is aangemerkt als kwetsbaar(werk, opleiding, inkomen en/of gezondheid).

## Afbeeldingen

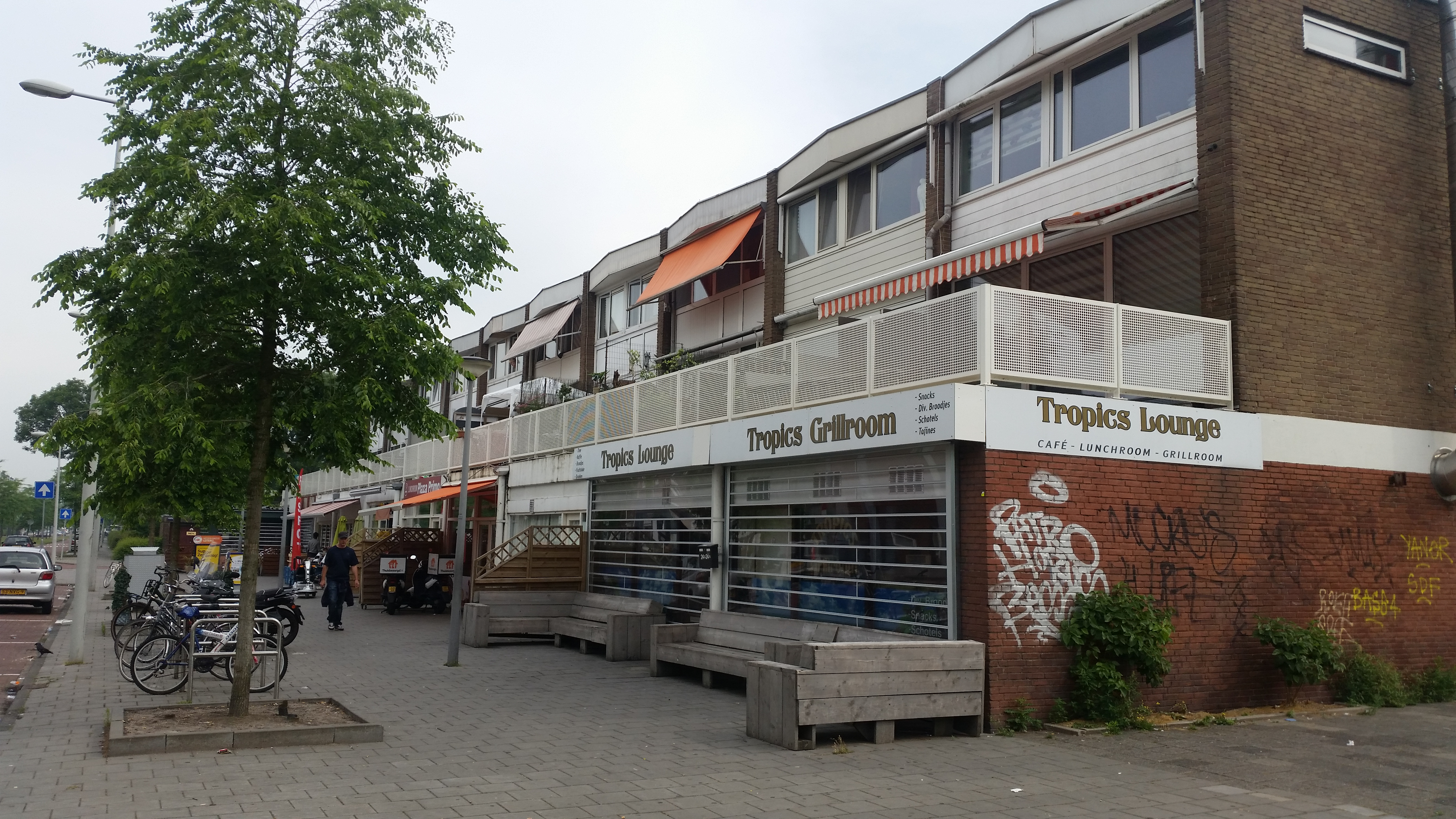
winkels op Dijkgraafplein
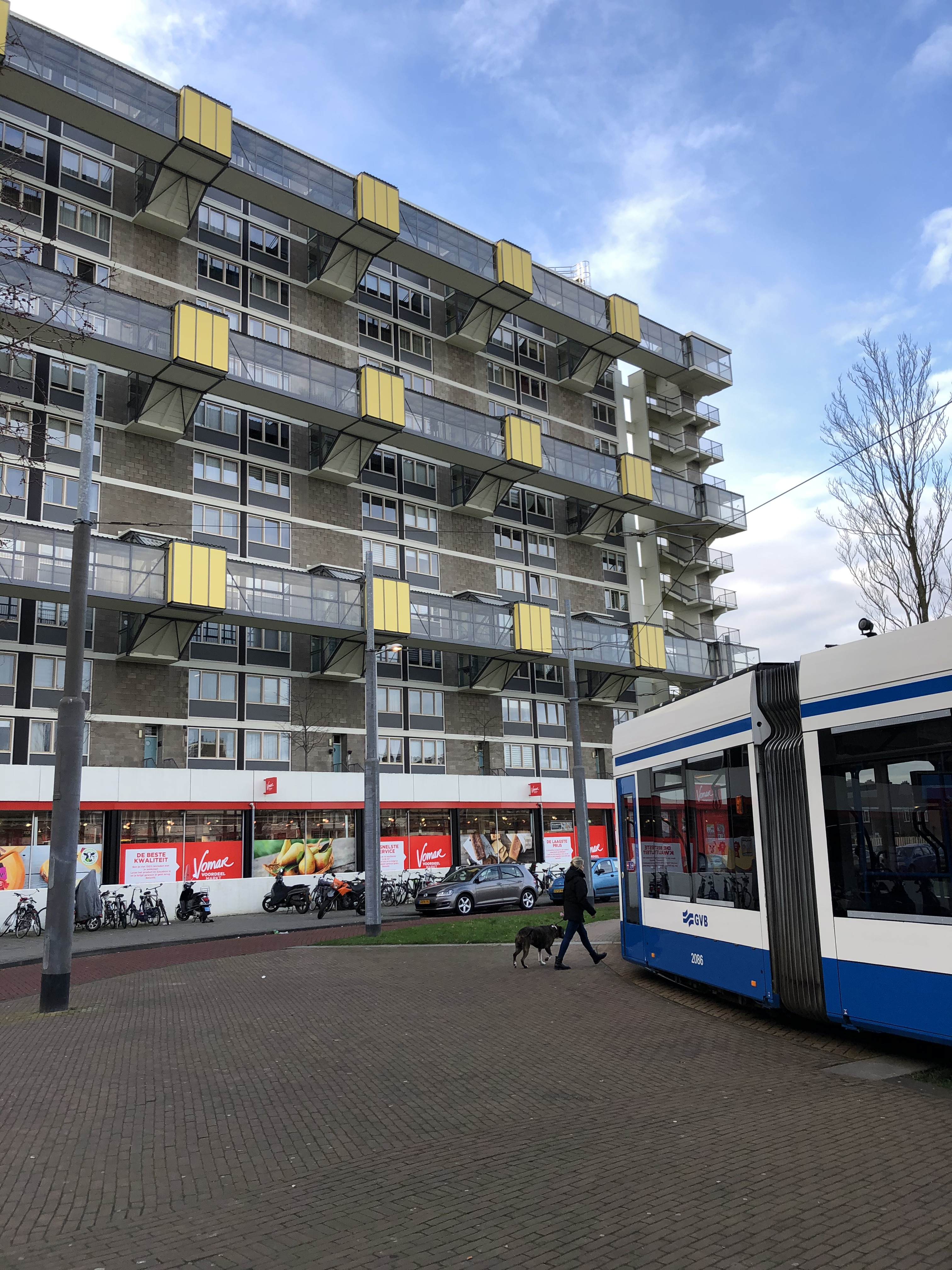
Hangbrugmaisonettes
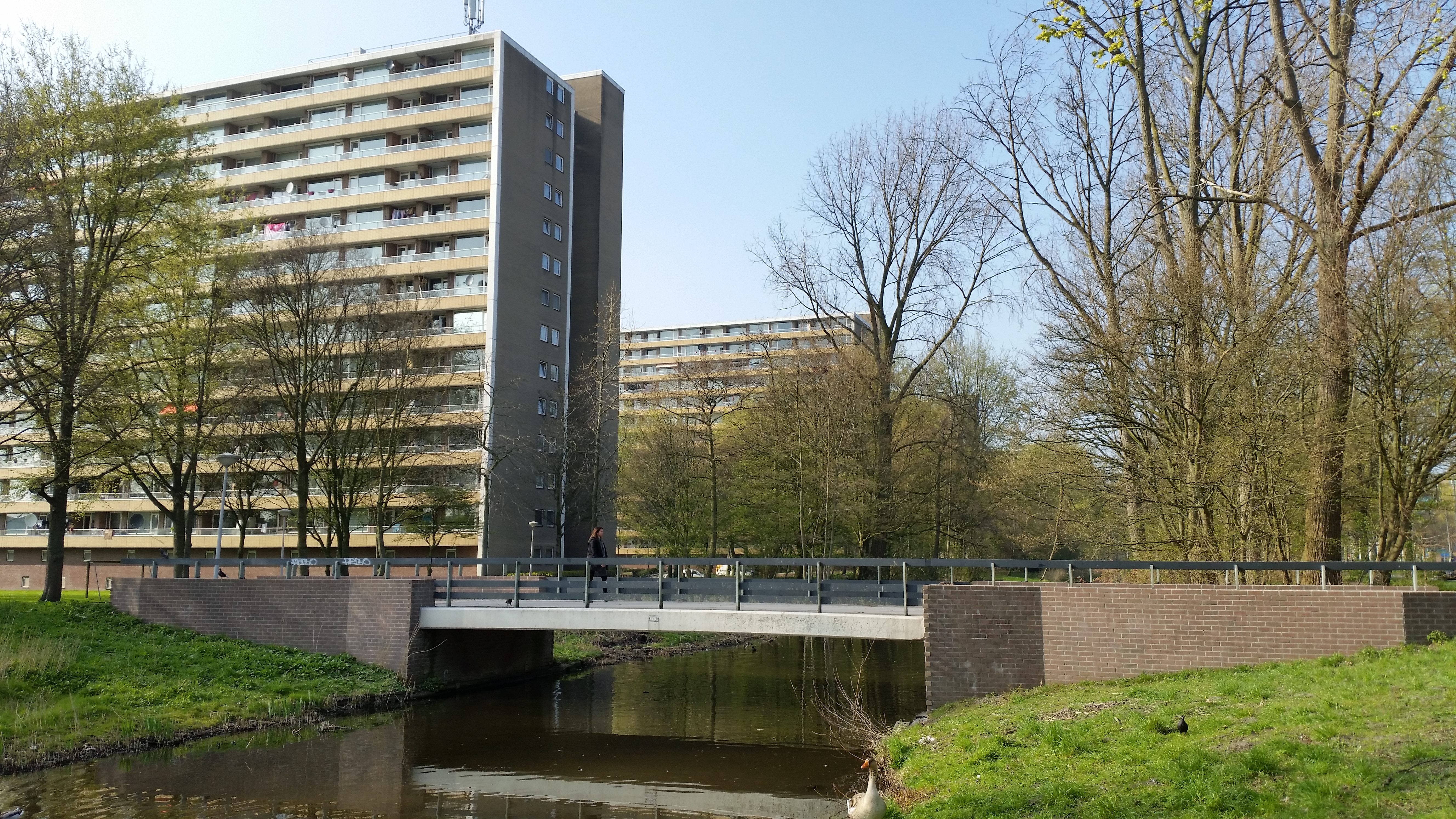
flatgebouwen aan Langswater